# Тихоокеански белобоки делфин
Тихоокеански белобоки делфин или пацифички белобоки делфин (лат. Lagenorhynchus obliquidens, рус. Тихоокеанский белобокий дельфин, енгл. Pacific white-sided dolphin) је врста сисара из породице океанских делфина (Delphinidae) и парвореда китова зубана (Odontoceti). 

## Угроженост
Ова врста није угрожена, и наведена је као последња брига јер има широко распрострањење.

## Распрострањење
Ареал тихоокеанског белобоког делфина покрива подручје северног Пацифика. 
Врста је присутна у Јапану, Јужној Кореји, Канади, Кини, Мексику, Русији, Северној Кореји и Сједињеним Америчким Државама.

## Станиште
Станиште врсте су морски екосистеми.